# Pioneer Corporation

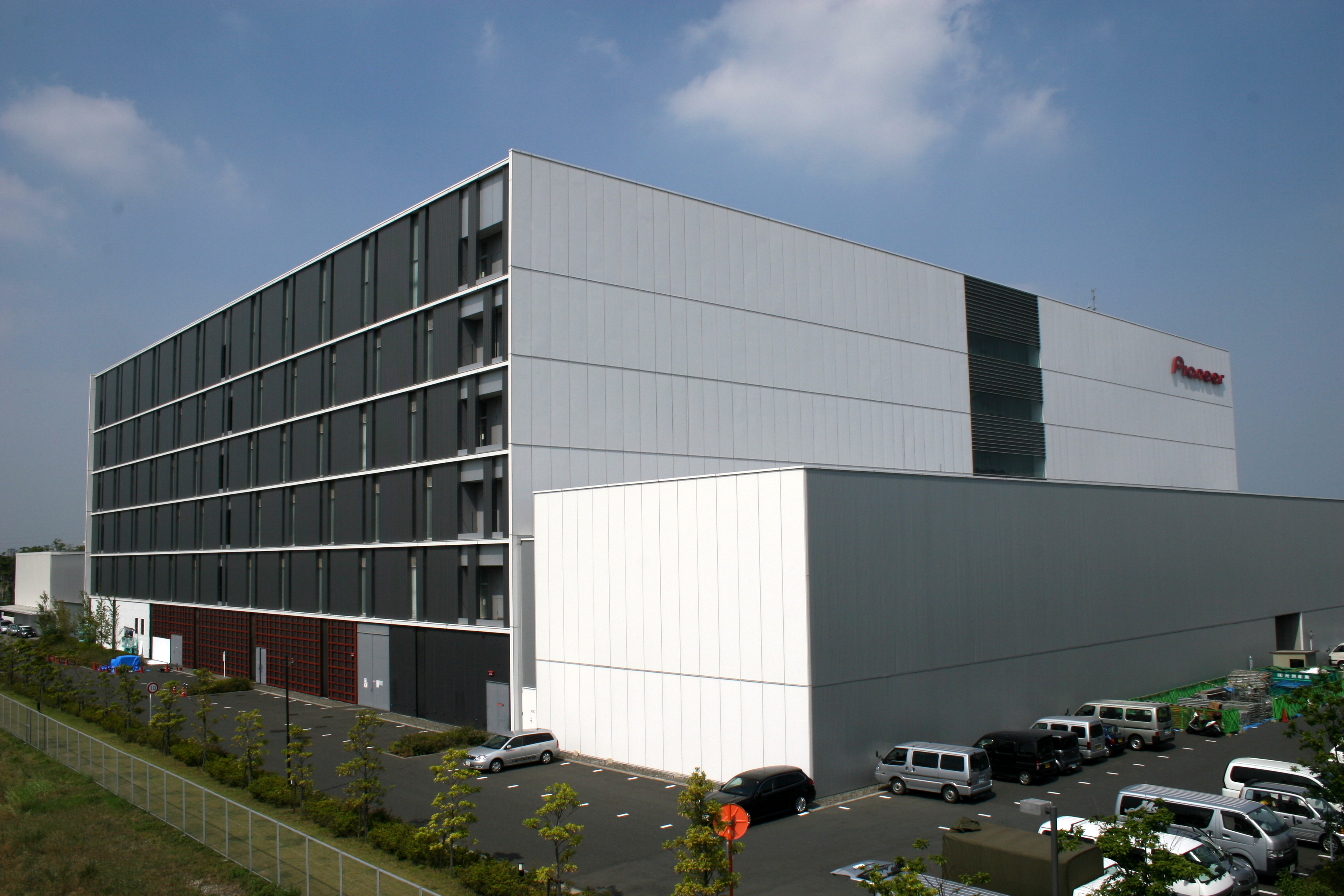
Штаб-квартира в Кавасакі

Pioneer Corporation — японська компанія, що спеціалізується на виробництві аудіо та відеосистем.
Обіг компанії за підсумками 2008-09 фінансового року — $5,76 млрд (скорочення на 28 %, в 2007-08 — $7,98 млрд). Чисті збитки — $ 1,34 млрд (зросли у 7 разів, в 2007-08 $196,1 млн).

## Історія
- 1937 засновник компанії Pioneer Нозомі Мацумото розробляє динамічний гучномовець А-8.
- 1937 Перший гучномовець Pioneer
- 1938 у Токіо створюється компанія Fukuin Shokai Denki Seisakusho, попередник корпорації Pioneer.
- 1947 Реєструється компанія Fukuin Denki.
- 1953 Починається виробництво PE-8.
- 1961 Компанія змінює назву на Pioneer Electronic Corporation (тепер Pioneer Corporation). Акції компанії офіційно реєструються у другому підрозділі Токійської фондової біржі.
- 1962 Вперше у світі випущена компонентна стерео система.
- 1966 Відкриття компаній з продажу своєї продукції в Європі та США.
- 1967 Акції компанії зареєстровані в першому підрозділі Токійської фондової біржі та на біржі цінних паперів Осака.
- 1969 Акції зареєстровані на фондовій біржі Амстердама (справжня назва Євронекст Амстердам). Фінансова звітність компанії починає виконуватися по американським стандартам GAAP.
- 1975 Випуск першої у світі компонентної автомобільної стерео системи.
- 1976 Акції зареєстровані на Нью-йоркській фондовій біржі.
- 1979 Випуск LD програвача промислового призначення.
- 1980 Випуск LD програвача для домашнього використання (в США модель VP-1000).
- 1981 Випуск в Японії першого побутового програвача LD дисків та 70 найменувань LD дисків.
- 1982 Випуск бізнес системи Караоке на лазерних дисках. Випуск програвача компакт-дисків.
- 1984 Випуск першого у світі унікального LD програвача, що підтримує відтворення і CD і LD дисків, і випуск першого у світі автомобільного CD програвача.
- 1985 Випуск 40-дюймового проєкційного монітора.
- 1990 Перша у світі навігаційна автомобільна система GPS.
- 1992 Випуск першого у світі пристрою зміни CD-ROM дисків на 4 диска.
- 1996 Випуск DVD / CD програвача і першого у світі DVD / LD / CD сумісного програвача для домашнього використання. Завод Токорозава отримує сертифікат ISO 14001.
- 1997 Перший у світі плазмовий дисплей XGA.
- 1997 Перший у світі виріб, обладнаний ОЕЛ екраном.
- 1998 Анонсування програми 2005 Vision з новим CI. Випуск першої у світі автомобільної навігаційної системи на DVD дисках з використанням двошарового DVD диска ємністю 8,5 Гб.
- 1999 Випуск першого у світі пристрою запису DVD дисків, сумісного з форматом DVD-RW. Постачання цифрових кабельних супутників CATV STB американської компанії Time Warner Cable.
- 2000 У другому підрозділі Токійської фондової біржі зареєстровані акції компанії Tohoku Pioneer.
- 2001 План реорганізації програмі 2005 Vision у програму Pioneer Group Vision.

## Продукція
- AV-ресивери
- Автомобільні системи
- GPS-навігатори
- Аудіо та відео
- Плазмові панелі (виробництво повністю зупинено у 2009 р.[3])
- Обладнання для музичної індустрії; Клубне DJ-обладнання
- Blu-ray, DVD та домашні кінотеатри
- iPod, iPhone продукція